# Kirehe
 Kirehe is een district (akarere) in de oostelijke provincie van Rwanda. De hoofdstad is Kirehe (Dat vooral bekend staat als Rusumo, zijnde de belangrijkste nederzetting van het voormalige Rusumo district).

## Geografie
Het district bestaat uit gebieden in de uiterste zuidoostelijke hoek van Rwanda, grenzend aan Tanzania en Burundi. Het meest opvallende kenmerk is Rusumo Falls, de waterval aan de Kagera rivier, die de sleutel is geweest tot de Rwandese geschiedenis.

### Klimaat
Het district wordt gekenmerkt door savanne, acaciabomen en weinig natuurlijke bossen, dit en de rivier de Kagera draagt bij aan een gematigd klimaat in de regio.

## Sectoren
Kirehe district is verdeeld in 12 sectoren (imirenge): Gahara, Gatore, Kigarama, Kigina, Kirehe, Mahama, Mpanga, Musaza, Mushikiri, Nasho, Nyamugari, Nyarubuye.

## Externe links

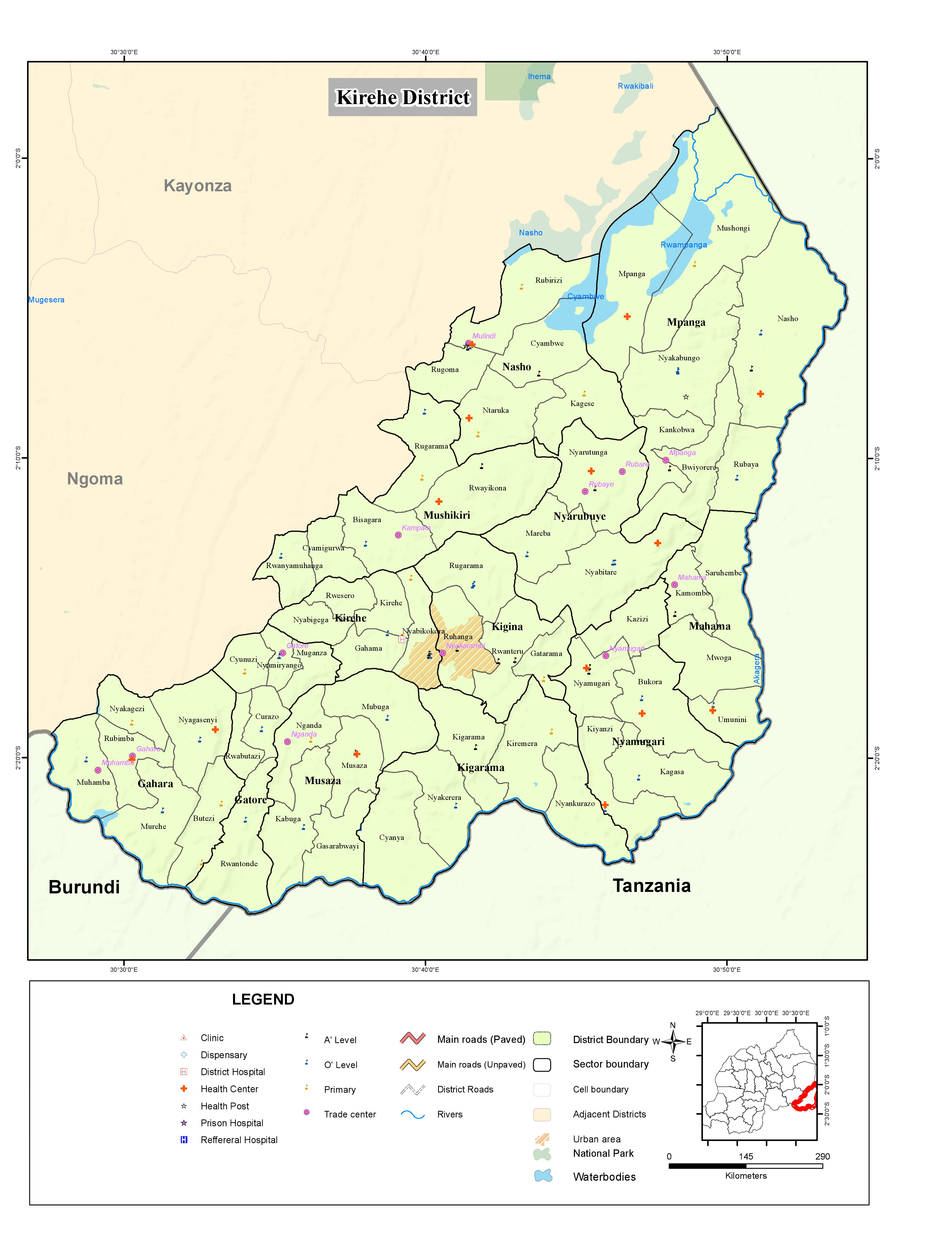
Kaart van Kirehe district